# دشت آزادگان (ممسنی)
دشت تیرتاج روستایی از توابع بخش دشمن‌زیاری شهرستان ممسنی در استان فارس ایران است.

## جمعیت
این روستا در دهستان مشایخ قرار دارد و بر اساس سرشماری مرکز آمار ایران در سال ۱۳۹۵، جمعیت آن ۱٬۱۴۸ نفر (۳۶۳خانوار) بوده‌است.